# ギャラリーフェイク
『ギャラリーフェイク』（Gallery Fake）は、細野不二彦による日本の漫画。小学館の青年向け漫画雑誌『ビッグコミックスピリッツ』にて1992年より不定期連載で開始し、2005年に全32巻で完結した。その後、2012年に復活し、2023年現在は『ビッグコミック増刊』にて連載中。贋作・レプリカ専門のアートギャラリー『ギャラリーフェイク』のオーナー藤田玲司を主人公に、美術品をテーマとした基本1話完結のショートストーリーが展開される。第41回（平成7年度）小学館漫画賞を受賞。2016年11月時点で累計部数は1000万部を突破している。
2005年にアニメ化され、テレビ東京系列で放送された。また、WEBドラマとして音声コミックが2003年2月1日から7月25日にかけて公開されていた。

## ストーリー
表向きは贋作・レプリカ専門のアートギャラリー『ギャラリーフェイク』を舞台に、オーナー藤田玲司が、様々な登場人物と様々な美術品を通じて、時に世界を駆け巡り、「美とは何か?」を追い求める。主人公は単なる守銭奴・単なるビジネスではなく、アートへの奉仕者、美の探求者として清濁併せ呑む人物として描かれている。美術・芸術・骨董・その背景となる歴史などの多分野にわたる薀蓄的描写があり、助手サラ・ハリファとのほのかな恋の行方も描かれる。1話1エピソードが基本で、2話1エピソード、3話1エピソードの中長編がいくつかある。エピソード毎にゲストキャラクターがいるので、レギュラー、準レギュラーを含め登場人物は大変多い。
芸術に絡んで社会問題・時事問題にも言及するなどしており、物語は美術方面の商業的な話題から推理サスペンス、コミカルな人間模様、陰惨な事件、時に憎み合い時に愛し合う人々の交流、文化財保護にまつわる制度面の問題など、多岐にわたる。
なお時折作中年が西暦何年なのかコマの隅に書かれていたりするが、キャラクターの年齢・加齢などについてはあいまいになっている（33#1にて1970年代に青年期の藤田と幼少期のサラが出会っていたとされている）。

## 登場人物
声は「WEBドラマ版 / TVアニメ版」の順。

### 主要人物
藤田玲司（）
声 - 子安武人 / 森川智之
主人公。アートギャラリー「ギャラリーフェイク」を営む美術商。メトロポリタン美術館（MET）の元キュレーター。
30代後半の中肉中背の男性（外伝の「少年フジタの鎌倉事件」や1#4の話を総合すると40代半ばとも考察できる描かれ方をしている）。西洋絵画を始めとして東洋美術、彫刻や陶芸、古美術、骨董品、民芸品、果ては玩具まで美術品全般に造詣が深く、知識や観察力（鑑定眼）に優れる。加えて高い複製や修復（修理）技術を持ち、特に西洋絵画の贋作製作に長ける。表向きは贋作・レプリカなどの美術品を専門に扱うアートギャラリー「ギャラリーフェイク」を経営しているが、その裏では税金逃れの横流し品や盗品などの表のマーケットで扱えない真作を法外な値段で売る闇商売をしており、美術界の鼻つまみ者として厄介者扱いされている。その商売柄、語学に堪能で駆け引きに秀でており、裏社会との繋がりやコネもある。また、本業の傍らで幻のモナ・リザとされる絵画を探している。
贋作騒動で画壇を追われた日本画家の父を持ち、幼少より美術に接する。美大を卒業後、メトロポリタン美術館（MET）のキュレーターに採用され、上記の天才的な技術と豊富な知識、美術に対する情熱から「プロフェッサー・フジタ」と評される有名人となる。ところが同僚の不正（美術品の横流し）に気づいたため、逆に罠に嵌められて退職を余儀なくされる。その後、帰国して悪徳画商・菱沼棋一郎の世話になり、彼から裏商売を学ぶが、その悪辣なやり方から袂を分かち独立した過去を持つ。
悪徳美術商と見なされているが、美に対する考えはMET時代と変わらず真摯であり、美を解さない者や美術界の不当な権威主義には厳しい。ギャラリーでの展示も贋作ばかりの中に常に真作・傑作をわずかに混ぜており、真作と知らずに足を止めて鑑賞する客を見極めている。裏商売も、美を解さずただ大金を叩いて買うような手合に対しては贋作を真作と偽って法外な値段で売りつけるが、逆に美を理解する者に対しては真作を二束三文で売ることも厭わない。一目には悪徳に見えることもその実は美術品の紛失や散逸を防ぐためであり、利害に絡まない第三者の押し付けがましい理想論を嘲笑う。また、美術に素質がある人間への支援も惜しまずパトロンや人材の仲介なども行っている（4#5や27#8など）。このため、藤田の人となりを知って賀茂のように評価を翻した者もいれば、三田村や地蔵のように普段は批判しつつも藤田を更生させたいと考える者も多い。また、MET時代の藤田を知る者でも、現在の彼を知って失望する者もいれば（1#6）、変わらず接する者もいる（24#3）。
億単位の美術品を扱っているが、プライベートはガサツで風呂なしボロアパートに住む。タバコを吸いながらパチンコをするシーンも多い。美術とパチンコ以外では蟹が大好物で、特に蟹チャーハンは自らこだわって調理する。若作りで顔立ちは悪くなくスマートであるため、比較的モテることが多く、女性関係は幅広い（失敗も多い）。一方で運動は苦手であり、また整体を受けたりと肉体面は割と弱い。
サラに対しては、彼女の好意を知りつつも男女の仲にはならず、のらりくらりとかわす。しかし大事には思っており、サラが飛行機事故で亡くなったと思われた時には酷く取り乱した（28#5）。
名前の元ネタは画家の藤田嗣治から。
サラ・ハリファ
声 - 西村ちなみ / 川澄綾子
メインヒロイン。藤田の助手。アラブの王族出身で富豪。
浅黒い肌と長い黒髪の中東系の美少女。年齢は不明（パソコン通信では19歳と自称。作中では飲酒している）。見た目や言動は天真爛漫な少女そのものだが、実は王族出身で資産家。右腕に酷い火傷の痕がある。後述の経緯から日本に流れ着き、傷ついたゴッホの「ひまわり」の一件で藤田に助けられ、押しかけるような形で彼の助手として「ギャラリーフェイク」に勤め始める。藤田を好いており、積極的にアプローチすることもあるが、当の藤田が朴念仁であることや、のらりくらりとかわすために業を煮やすことも多い。日本での生活では都内の高級ホテルのスイートルームを年間契約で借り切って一人暮らしをしている。ホテルのジムをよく利用しているので藤田に対し体力面では優れている。
その出自は「Q首長国」の王族で、幼少より西洋美術に見識のあった両親の元で育つ（両親の一族内での地位は不明）。ところがクーデターによって両親を失って国を追われ（この際に右腕を負傷する）、その逃避行中に形見の「ひまわり」を騙し取られてしまう。そのため「ひまわり」の行方を追って日本に辿り着き、藤田によって取り戻すことに成功する。上記のクーデターの詳細は不明だが、親戚は健在である上、両親の莫大な遺産は維持されている（加えて日本の外務省が気を遣う要人でもある）。故国に帰省するエピソードもあり、現在も日本にいるのは、あくまで藤田に惚れているためである。幼少の頃メトロポリタン美術館に行ったことがあり、当時キュレーターをしていた若き日の藤田と会っておりお互いに好印象を持ったが、藤田は覚えておらず、サラ自身の記憶も曖昧だったため二人ともその事には気づいていない（33#1）。
美術知識・鑑定眼はほぼ素人に近いが、幼少より一流の美術品を見てきた経験による感性や色彩感覚など鋭敏な美的センスはある。また資産家であるため、自分が良いと思ったことに対する金払いは非常によく、千手が露頭で売っていた腕時計に言い値の300万円を小切手でポンと払うなどしている。また、上流階級の出であるため、社交性は高く、チャリティーなども主催している。
当初は外国人ということでセリフの殆どがカタカナで表現されていたが、連載が進むにつれ（3#1以降）語尾やアクセントが少し違うくらいで流暢に日本語を話すようになった。また、美術知識も他者に説明できるくらいになってきている（25#1など）。藤田との関係を週刊誌に書き立てられて一時的に三田村小夜子の高田美術館を手伝っていた時はモノの見方、言い様が藤田みたいになってきていると小夜子に評されている（34#5）。
三田村小夜子（）
声 - かかずゆみ / 雪野五月
準ヒロインかつ藤田のライバル。私立高田美術館の館長。ニューヨーク近代美術館の元キュレーター。
気が強く生真面目な美人。28歳（登場時）。エール大学卒、日本人女性初となるニューヨーク近代美術館のキュレーターを務めた経歴を持つ。藤田には及ばないものの、経歴通りの高い美術知識、鑑定眼を持ち、その手腕と能力を買われて高田美術館の館長に就任する。世界基準から外れた日本美術界の、権威主義的な美術行政や学会、閉鎖的な市場、曖昧な真贋問題といった慣習や悪弊を嫌悪し、変えようと活動する。特に自ら他の美術館へ乗り込んで鑑定を行い贋作判断を行う活動で恐れられ「美術界のジャンヌ・ダルク」と評される。また、交友関係が非常に広く、日本国内・海外問わず、様々な業界の者と親交がある。
MET時代の藤田を尊敬していると同時に、現在の藤田を「美術界に巣食う魑魅魍魎」として批判する。当初は、賀茂と罠を仕掛けて潰そうとしたが、逆にやり込められた上に「ひまわり」の件で助けられる。以降は、表向きは批判しつつも彼の審美眼や美術知識は信頼し、彼が再び表の世界へ戻ることを望むようになる。藤田の方も、表向きは小夜子をからかったり、邪険に扱ったりするものの、彼女が理不尽な目にあっている場合には、陰日向に助けている。
初期は髪を後ろでオールバック・パンツスーツ姿にしていたが、その後連載が進むにつれ登場する毎に髪型やファッションが大きく変わっていることも多くなった。

### 準レギュラー
賀茂水仙
声 - 緒方賢一
当代随一の茶人。初登場は『傷ついた「ひまわり」』（1#2）。
いかにも茶人らしい、穏やかで小柄な老人。小夜子の茶の湯の師匠。藤田を美術界から追放するために、小夜子の頼みを受け砕けた「柴庵」を使って彼をペテンに掛けようとするが、罠を完全に見破られた上、諦めていた「柴庵」を完全に復元したために藤田への態度を改める。以降は藤田の協力者となっており、藤田もまた真の美の理解者として国宝級の器を優先的に賀茂に流すなどしている（3#8）。また、書画の鑑定はやや自信がない藤田の頼みを受けて助言を行うなどもしている（8#6）。
その立場・人柄上、その回のサブキャラクターとして藤田を介さずに登場することも多く、上記の小夜子を始めとして、地蔵や香本とも元々知り合いであった。
轟大一
大手スーパーマーケット「ダイイチ」の創業者兼社長。初登場は『北斎の市』（1#3）。
一代で日本を代表する大手スーパーマーケット「ダイイチ」を築いた社長。もともと美術の素養はないものの、葛飾北斎の作品が好きで自身のデパートに併設した美術館で北斎の展示を行おうとする。当初は悪質アートコーディネーターに騙されて、その言いなりになり大失敗する。その後、改めて藤田に助けを求め、北斎に対する熱は本物だと判断した彼の手助けで、独創的な北斎の展示を行い成功を納める。その後も、菱沼絡みの一件で登場したり（2#7）、サラが誘拐された際には藤田が身代金工面のため急な借り入れにも事情を察して応じたりする（29#1）。
カルロス・ピサーロ
声 - 内海賢二
国際的美術窃盗団及び盗難美術品の仲介業「パンプローナ商会」のボス兼ブローカー。初登場は『13人目のクーリエ』（1#6）。
大柄な体格にスキンヘッドの強面の男。貫禄があり、裏社会の名士としても知られる。今は基本的に部下に指示する立場だが、元は単独の怪盗であり、今でも俊敏な動きを見せることもできる。そのような裏の顔とは対象的に、表向きは家族思い（かつ愛人にもマメな）のよきパパで、オペラ鑑賞が趣味であり、涙脆く感動屋でもある。また、どこまで本当かわからないが、自称・閉所恐怖症で怖がり屋で感情豊か。
商売柄、藤田との関係は長く、互いに持ちつ持たれつの関係。互いの能力の高さは信頼しあっており、時にビジネス関係を超えて助力することもある。個人的な趣味としてジョルジョーネを好む。
35巻においてジョルジョーネの真作探しと謝肉祭を楽しむためのバカンスの為ヴェネチアに滞在した際、新型コロナウイルスに感染し、死亡する（35#5）。カルロス自身は愛人との間の息子レオンを後継にしたく事後を藤田を頼むが、同エピソードでの事件を経て本妻との娘フィオーネが後を継ぐことになる。
黒川紀生
日本画、浮世絵の画商。嘉永画廊のオーナー。初登場は『愛国者のトリック』（2#1）。
日本政界の大物も相手にする有力画商。盗品と知らず売買した雪舟の真筆の一件を巡って藤田に助けてもらい（2#1）、以降、彼と誼を築く。その後はしばしば端役として登場する。
徳川昇
徳川美術運送の社長。美術品搬送の専門家。初登場は『罠』（2#4）。
美術品運搬において業界で絶対の信頼を置かれ、下手な画商より美術品に対する造形が深い中年男性。かつては大手運送会社に勤めていたが6年前に独立したという経緯を持つ。独立して間もない頃、菱沼画廊の仕事を請け負った際に、それが贋作だと気づいて顧客に教えたために、菱沼が零落する原因となり、以降、彼から恨まれる。そこで岸田劉生の肖像画を使った罠に巻き込まれるも、細工をした藤田が菱沼を裏切ったため助かる。以降、藤田と交友関係を築き、彼を危機から救うためにサラに助力したこともあった（7#3）。また、徳川自身が登場しなくても藤田が使う運送会社として徳川運送が出てくることがある（3#4）。
菱沼棋一郎
画商。菱沼画廊のオーナー。初登場は『罠』（2#4）。
その修復も含めた日本古美術に造形が深い美術商。かつてMETを追われた藤田を拾い、贋作商売を教え込んだ画商としての藤田の師匠であり、詐欺師のような胡散臭さも見せる。商売のやり方以外にも日本古美術の修復法なども、藤田に教えた彼の恩人ではあるが（23#7）、逆に藤田の渾身の贋作を足元を見て二束三文で買い叩いた関係でもあり、師弟としての感情は薄い。最後はあまりにも悪辣な菱沼のやり口についていけず、袂を分かったという（4#8）。
物語登場時点では、徳川の件で、贋作商売で信頼を失い、画廊は事実上閉店状態にある。そこで徳川に復讐しようとしたり（2#4）、轟から霊感商法で高価な絵画をタダで手に入れようとしたりしたが（2#7）、ことごとく藤田の妨害に遭い、失敗してしまう。その後、新たに画廊を立ち上げ、今度は逆に藤田の商売を邪魔しようとしたが、キリコの絵で失敗してしまう（4#8）。
23巻7話『もうひとつの鳥獣戯画』で久しぶりに登場するも病の床についており、実は余命1ヶ月として藤田に仕事の依頼を行う。おおよそ死にそうにない、いつものような詐欺師然とした態度に藤田は冗談だと気にしなかったが、実は本当で間もなく亡くなる。最後の依頼は自分の隠し子の財産を守るためのものであり、死の間際には藤田に感謝と共に自分の人生を鳥獣戯画に擬えた手紙を送り、物語から去る。
登場時は、棋一郎の「棋」が「楳」になっている。
エリザベータ
声 - 清水香里
愛称はリザ。本名はエリザベータ・デル・ジョコンダ。初登場は『ジョコンダの末裔』（2#8）。
13年前にローマを訪れた若き藤田と数週間愛し合ったという女性フローラの娘。フローラによれば、リザは藤田との娘だというが、この辺りの正確なことは最終的には曖昧なままとなっている。男の子のようなやんちゃな性格で、子供ながらビールを愛飲する問題児。後述の経緯で最終的に藤田の養女となり日本で暮らすが（ただし、住まいはサラのホテル）、その後、その類稀な歌唱力をオペラ界の第一人者に認められて、北イタリアの音楽院に寄宿するようになる（12#6）。
母と共に、モナ・リザのモデル候補とされるジョコンダの末裔とされ、藤田が探す「もう一つのモナリザ」の鍵をにぎる。別のモナリザのモデル候補コンスタンツァの子孫で、選挙対策からその説に拘るフィレンツェの名士ダヴァロスにその身柄と、ジョコンダ説を強固な物とする「ヴァザーリの手記」を狙われる。唯一の肉親だった母がダヴァロスに結果として殺される形となったため、藤田を頼って日本にやってくる。「ヴァザーリの手記」の一件が片付くと、そのまま身寄りがないことから、血縁関係は真偽不明のまま、対外的には藤田の養女となった。
長谷万次（）
消費者金融会社「ミリオンローン」の経営者。通称・ハセマン。初登場は『驕れる円空』（3#1）。
借金返済が滞った顧客の美術品・骨董の処分を藤田に依頼するギャラリーフェイクの常連。前身は銀行員でMOF担と呼ばれる旧大蔵省との交渉を担当するエリート行員でもあったが、その職務内容に嫌気が差し、転身した過去を持つ（14#8）。
ラモス
声 - 堀内賢雄
トレージャーハンター。初登場は『海底に眠る夢』（3#5）。
アメリカ人。隻眼（少年の頃からアイパッチを着けている）の精悍な男。トレージャーハンターとして世界各地の遺跡を荒らして財宝を発掘している。悪ぶってはいるが、お人好しかつお調子者でどこか憎めない性格。
藤田とは旧知の仲だが、マヤ文明の未発掘の遺跡に案内すると言いながらジャングルに藤田たちを置き去りにしたことがあり、藤田からその事を責められると、逆に藤田から何度も贋作を掴まされたことがあるから、いかがわしいのはお互い様だと言い逃れをしていた。初登場時は藤田が参加した環太平洋文化財団の沈没船の引揚げプロジェクトに経歴を詐称して潜り込んでおり、真の狙いであった財団所有の小型潜水艇を盗み出そうとしたところを藤田に見つかるが、引き揚げた報酬の焼き物100枚で見逃してもらった。金や名声ではなく、あくまで冒険を志し、発掘旅行の費用や後述の養育費で年中借金漬けであり、たまにお宝を発見して大金を得ても、その費用を元手にまた別の冒険に乗り出す日々を送る。
プライベートでは元妻ショーンとの間に娘がいる。また、地図屋の娘と男女の仲で、商才を発揮して長らく店を手伝っていたこともある（12#4）。
三田村みちる
小夜子の妹でタレント。初登場は『林檎を持つ女神（ヴィーナス）』（3#7）。
知念護人（）
声 - 長島雄一
文化庁の嘱託職員。通称「国宝Gメン」。初登場は『国宝の守り人』（3#8）。
黒縁眼鏡と出っ歯が特徴の小男。元東京地検特捜部の検事という経歴を持ち、大の古美術品好き。国宝や重要文化財の指定を行う文化財保護審議会とは別に、その候補の発見と保護を職務とする文化庁の嘱託職員で、市井に転がる数々の名品を見つけ出しては候補に挙げる日々を送る。だが、その本意は、自身の気に入った作品を、警備の問題を指摘するなどして無理やり国家の施設管理下に置くことで自分が好む時にそれらを愛でられる状況に置くという事実上の私物化であり、彼をよく知る者たちから「国宝Gメン」と忌み嫌われている。一方で美術品保護に対する信念は本物であり、背景をよく知らない地蔵からは国士として評価されることもある。
藤田とは互いの悪評を知っていて忌み嫌う仲であるが、それぞれの能力の高さは理解しており、協力関係を築くことも多い。藤田を利用しようとして逆に出し抜かれることが多いが、一方で、自分のミスの尻拭いを土下座してまで藤田に懇願する時もある（27#5）。また、藤田が標的を嵌めるために知念に情報を流すことも多い（6#8）。
アニメでは初登場が『消えた黄金仏』に変更され、藤田との出会いの経緯などが変更されている（原作の『消えた黄金仏』には登場しない）。
吉岡
Y大学助教授で、エジプト考古学者。初登場は『ナイル盗掘ツアー』（4#2）。
テレビでの露出が多いため世間的に有名な人物。藤田からタレント文化人と揶揄される。未だに助教授であることを気にしている。MET時代の藤田と面識があると同時に、現在の藤田をよく思っておらず、偶然エジプトで出会った彼が盗掘をしようとしていると予想し、彼をペテンにかける。ところが、ペテンをかけた先こそが、未だ見つかっていないハトシェプスト女王のミイラの安置場所であり、藤田からミイラ発見の偉業に対する50万ドルの取引を持ちかけられ応じる。
6#2で再登場し、藤田やラモスを批判しながらも、テレビ企画として彼らと共にアマゾンの黄金郷探しを行う。なお、この時点でもまだ助教授のままである。
翡翠（）
声 - 田中敦子
宝飾店「JADE（）」を営む宝石商。また宝石専門の泥棒。初登場は『翡翠（）の店』（5#1）。
色香の衰えていない熟女。宝石の目利きからカッティングまで全般に精通する。一方で気に入ったものは盗み出すという世界的な女泥棒。色香を使って藤田を手玉にとることも多い。また、宝石以外にミステリークロックの熱心なコレクター。
少なくとも7年以上前から藤田と面識があり、彼の顧客リストを狙って初登場する。瑪瑙の密かな裏切りで計画は失敗するが、その後も東京の店を本拠地として、しばしば藤田と関わる。
瑪瑙（）
声 - 清川元夢
翡翠の部下。初登場は『翡翠（）の店』（5#1）。
温和で上品な中年紳士。翡翠の部下として宝飾品関係の知識も広く、裏社会にも通じる有能な人物。翡翠の宝石泥棒稼業ではサポート役をこなし、彼自身の窃盗技術も高い。極度のマゾで、翡翠から褒められるより暴力を受けたい一心で、わざとヘマをすることもある。
翡翠の忠実な部下かつ彼女をよく理解するがゆえに、彼女の危険を未然に防ぐこともしている。最初のエピソードでも、ギャラリーフェイクと競合するべきないという考えから、彼女を密かに裏切り、サラに手を貸す。
カジム
サラのいとこ。大学院の研究員。初登場は『ペルシャの秘宝』（5#4）。
大学院でイスラム文化の研究をしている男性。そのため、イスラム文化に造形が深く、また王族として相応しい服装などを気にしている。実は原理主義過激派のメンバーでもあり、当初はラスター彩陶を盗掘しようとしていると疑った藤田の命を狙うが、その目的が復元であること、さらにサラの嘘で既に彼女が藤田の子を身籠っていると勘違いし、見逃す（5#4）。その後もしばしばQ首長国が舞台となる場合に登場し、特に第32巻の最終エピソードでは藤田を手助けする。
舟越誠一郎（ふなこし せいいちろう）
高田美術館の学芸員。初登場は『二人の嫌われ者』（6#3）。
小夜子の部下で、彼女に密かに好意を抱いている青年。高田美術館では一番の新米。小夜子のために藤田に掛け合うなど職務に熱心なエピソードもある反面、舟越を含めた美術館の学芸員たちが能力不足で小夜子一人に負担が掛かっているエピソードや、勤務中にギャルゲーで遊ぶなど不謹慎なシーンもある。
木戸
ニンベン師（偽の運転免許証やパスポートを作る偽造屋）。初登場は『ニンベン師』（7#5）。
日本一のニンベン師を自称するなど、自分の仕事に絶対の自信とプライドを持ち、安易な仕事は断る職人肌の人物。藤田に渾身の作（日本酒のラベル）を見破られ、彼の鼻を明かすため偽札製造を行い（7#5）、その後もパチンコの封印シール（8#2）などで藤田と因縁を持つ（いずれも最終的には藤田が勝っているが黙っているため、木戸自身は常に自分が勝ったと勘違いしている）。その後、スキミングの一件で藤田を助け（21#3）、以降は藤田の協力者になったらしく、27#5では藤田の急な依頼でカードキーの偽造を行い、27#7では彼に仕事を依頼している。
重度の警察フェチで警察イメクラに通い、そこの嬢であった麗美を公私のパートナーとしている。その後、足を洗い、自ら凝りに凝った警察イメクラを経営している（21#3）。
仁王
高校生。後にプロレスラー。初登場は『仁王見参』（7#8）。
筋肉質で大柄な体格だが気弱な青年。日々、不良達のイジメを受けており、さらにカツアゲされて金に困り、家の仁王像を藤田に売ろうとする。この仁王像が逸品であったことや、仁王の事情を知った藤田に助けられ、度胸をつけてもらい、まさに仁王像な出で立ちで不良達を追い払う。その後、仁王像を買ったプロレスのプロモーターに見出され、プロレスラーとして活躍する。
益田
ハタ師（旧家を回って骨董品などを仕入れる人間）。初登場は『タブーの乾山』（8#1）。
基本は藤田の旧知のハタ師として名前が登場するのみで、藤田が欲している骨董品や情報を提供する。
藤原いづみ
ゲイクラブのママ。初登場は『書道・衆道』（8#6）。
サラが女性と勘違いするほどの和装の美人。作中ではクラブの常連である藤田に、金策のため、かつて少年時代の書道の師匠からもらったという良寛の書を売りたいと持ち込む。その際に衆道の方の師匠であったことも朗らかに話すが、実は性的知識がないところに、少年愛者の師匠より裸で書を書かされるなどの性的虐待を受けていた。さらには彼が撮影していた写真が家族や学校にバレてトラブルになり、最後は師匠の家に火を着けたという心の傷がある。実は良寛の書は師匠が作った贋作であること、さらにその製法すらも知っていたが、その贋作を藤田と賀茂がほぼ真作と判断して高く評価したことに、逆にトラウマが抉られることになり、最後は自らこれが贋作であると暴露する。
その後も店の子が依頼人なるなど、しばしば登場する（23#2）。
千手計（）
声 - 山口勝平
時計師で、超高級機械式時計専門店「千手堂」の店主。初登場は『千手堂の男』（9#2）。
やや神経質で世間慣れしていない青年。世界的なクォーツ時計メーカー「オイスター」の御曹司で幼少より時計に接し、父に才能を見込まれてスイスで時計師修行をした経験を持つ。その腕前は機械式時計にも詳しい藤田を驚嘆させるほどの物だが、高級な機械式時計に拘るあまり、クォーツ時計である父の会社を継ぐ気はなく、帰国後に自らが製作した時計を売る「千手堂」を開いていた。時計自体の価格が高い上に（サラに売ったもので300万円）、真に時計の価値を知る客でなければ売らないという頑迷なポリシーのため、店は閑古鳥が鳴いている。
自分の時計を一目で気に入り、大金をポンと払ったサラに好意を抱く。そのため、藤田にはライバル心を抱いており、最初のロレックスの組み立て勝負では、その腕を認めつつも、わざとネジを隠すという姑息な真似をしてしまう。しかし、父との確執を藤田のおかげ（伝説の懐中時計「マリー・アントワネット」の復刻）で解消でき、以降は、変わらずサラに恋慕しつつも（13#8）、藤田の依頼を受けるなどしている（17#1など）。
高倉隼人（）
声 - 大川透
八曲署の生活安全課の刑事（警部補）。初登場は『TIN TOY刑事（デカ）』（10#3）。ただし端役としては『イタチの辰蔵』（10#1）で登場。
ブリキ玩具に目がない大柄のベテラン刑事。趣味面では情けない姿を見せることもあるものの、刑事としては非常に優秀。公式には生活安全課の刑事だが、作中では刑事課の担当である窃盗犯（10#1）や殺人犯（27#1）の捜査をしていることもある。
地蔵大作
高級料亭「望月」の主人。初登場は『地蔵現る！』（14#5）。
肥満体の丸顔で額に白毫を思わせる黒子があり、かつ後述の性格も含め、名前の通りお地蔵様に見える中年男性。高級料亭の主人らしく腰が低く、風流を解し、藤田とは対照的な好人物。特に現代の孟嘗君といった懐の広さを持ち合わせており、様々な人間と交友を持つ。たとえ泥棒などいかがわしい人間でも許し、懐に抱え、更生させる。目利きなど、個々の能力では自分は二流と認めつつも、一流の人間を見抜き、彼らと広く交友することに価値があると自負する。そして一匹狼である藤田と仲間が多い自分を比較して、どちらが望ましい人生かを藤田に問う。藤田を一流の人間として高く評価するがゆえに、足を洗って表社会でまっとう生きることを望んでいるが、それを藤田からはお節介として煙たがられる。初登場時など、藤田をやり込められる数少ない人物だが、MOF担の如何わしい人物との付き合いから「はてなの茶碗」で恥をかくなど、逆に藤田にやり込められることも多い。他方で、国宝の五重塔再建や桜の花見など、協力することもある。
美鈴
横浜にある西洋アンティーク専門店「スワン」の店主である老婆。初登場は『かくも長き不在』（16#6）。
藤田から骨董界の妖怪と評されるこの道40年のプロのバイヤー。性格は偏屈であり、藤田からは根性ワルとも陰口される。世界中の陶磁器の窯印が網羅・解説された絶版の古書を所有しており、藤田から羨まれる。元は最愛の夫と初めた店であったが、夫は海外の山で遭難して行方不明となり、店が生き甲斐となっている。顧客は少ないが大口ばかりで経営は無難と藤田からは見られていたが、実は大きな借金があり、加齢による体調の問題も合わせ店の存続は危うかった。店を気に入ったサラによって、形式的には彼女が買収という形で店の存続を果たす。
店にはサラが入り浸っており、その後もしばしば登場する。
ジャン・ポール・香本（ジャン・ポール・こうもと）
声 - 速水奨
調香師。香道の家元。初登場は『奈翁（ナポレオン）のオー・デ・コロン』（18#2）。
「鼻（ネ）」と呼ばれる香りのプロフェッショナル。世界的に著名な調香師で、常人離れした鋭敏な嗅覚を持ち、体臭からその人の健康状態を把握したり、アロマテラピーに関しても相当な知識と腕前を持つ。背の高い美丈夫でもあり女性人気もあるが、その探究心は狂気と紙一重で、香りのためには変態的な行動を取ることも多い（鶏の生き血を浴びるなど）。後述のことからサラに執心しており、無理やり肉体関係を迫ろうとしたほどで、サラからは苦手意識を持たれている。一方、藤田のことは「カニ臭い」と称して嫌っており、サラの件もあり、犬猿の仲にある。嗅覚が敏感であるためにワサビなどの刺激臭が大の苦手で、しばしば藤田にやり込められる。
上記の通り、女性にモテるが、相手の体臭にも拘るため基本は一匹狼。特にフェイツェイとサラの体臭を「たぐいまれなる高貴な香り」と評して好み、楊貴妃の香りを再現するためサラをさらに徹底的な香りのための体質改良を行った（19#6）。
ロジャー・ワーナー
声 - 大塚芳忠
ロンドン警視庁美術骨董課の捜査官。初登場は『似た者どうし』（18#5）。
オカッパ頭で個性的な顔立ちの中年男性。盗難に遭った美術品の捜査・回収の専門捜査官であり、一流美術館のキュレーター並の知識や鑑定眼を有し、特に西洋絵画に対する造詣が深い。職務以上に、名画に会えることを楽しみにしている面もあり、その能力と美術品への熱意は藤田からも認められる。
捜査では巧みな変装でバイヤーなどに扮し、悪質ブローカーと接触する。変装する人物は様々おり、それぞれ個々の設定に余念がない。『二重奏』（21#2）では、普段のオカッパ頭もカツラで、変装のために坊主にしているシーンも描写される。
後に欧州刑事警察機構へ出向。『アンソールの男』（33#3）では美術品窃盗事件の共犯容疑でロンドン警視庁に逮捕された藤田を条件付きで釈放させ、ヨーロッパ各地の美術館に侵入して美術品を破壊・毀損するアート・テロリストの逮捕のための捜査協力を要請する。
宮森
アニメやゲームのメカニックデザイナー。初登場は『カリスマ真贋』（22#4）。
藤田のボロアパートの隣室に引っ越してきた中年男性。アパートの廊下で自ら効果音を発してプラモデルで遊ぶなどの奇人だが、メカニックデザイナーとしてはその道で知られた有名人。しかし、商売に興味がないこともあって貧乏生活を送っている。ジャパニーズサブカルチャーを基にした現代アートが世界で高く評価され、高価格で取り扱われる中にあって、藤田より真の貢献者だと評される。
後にも登場し、映画批評で絶大な力を持ったインフルエンサーを失脚させる手助けをしている（28#3）。
ハンス・ポッセ
ドイツ人。ナチス略奪品の調査・回収を行う「カナン・ファウンデーション」の弁護士。初登場は『20世紀より来た刺客』（24#2）。
その徹底的なナチス略奪品の調査・回収によって「Wolf（ドイツ語で狼）」の異名で恐れられる青年。美術への造詣が深い。かつてナチス政権下で美術品収集を行った同名のハンス・ポッセの孫で、贖罪のためにあえてその名を名乗っているという。特に職務意識を超えて第一級の美術品に心を踊らせてしまうことを、美術に溺れ戦争犯罪に加担した祖父と同じだとみなし、強く自身を律しようとする。
ニコライ・カプスチン / G・D
総統美術館の構成員（後に館長、G・D）。初登場は『ジョコンダの姉妹』（25#6）。
無愛想な小柄な中年男性。ロシア人。元はサンクトペテルブルク・エルミタージュ美術館の優秀なキュレーターであったが、ソ連崩壊の余波で真っ先にクビになる。その後、画商というよりブローカーのロトチェンコに拾われ、彼の右腕として暗躍する。ロトチェンコが、総統美術館の設立を目指すナチ残党の協力者だったことから、カプスチンも総統美術館のために尽力する。卓越した美術知識と、芸術という魔に取り憑かれており、ロシア人ながら、先代より後継者に指名され、G・D（ドイツ語で館長の意）を名乗ることも多い。
フィオーネ
パンプローナ商会CEO。カルロスの娘。初登場は『幻のジョルジョーネ』（35#5）。
カルロス亡き後に、商会を継いだ彼の実娘（本妻の娘）。インテリ的で険のある外見通りの締まり屋で、カルロス存命時から会社の経理や事務を担っていた。能力は高く、父に強い敬意を抱いており、藤田からはティツィアーノ・ヴェチェッリオに擬えて「最強の後継者」と評される。以降も、しばしば登場し、藤田の頼みを受ける。
西行寺流加（さいぎょうじ ルカ）
日本の俳優。初登場は『人形（ドール）の形 』（38#3）。
美男子である超人気若手俳優。密かに人形を趣味としており、ビスク・ドールの職人など独自の交友関係を持つ。オンラインゲームでサラと知り合い、そのまま意気投合して友人関係になる。恋愛感情を抱くようになるものの、そのつもりがなかったサラに告白を拒否されたことと、週刊誌報道が重なり、最後は彼女を守るために藤田に策に乗って諦める（39#3）。

## 評価
南 (2013, p. 80) は、作者の知識と取材に裏打ちされた巧妙なストーリーテリングをまさに職人技と評し、合間に挟まれる食事シーンが物語の緩急やキャラクターのリアリティを生んでいると述べる。

## 掲載誌
本作は1992年より『ビッグコミックスピリッツ』（小学館）にて不定期で連載が開始され、同誌2005年9号で連載を一旦終了した。2012年に東日本大震災の復興支援企画『ヒーローズ・カムバック』の第1弾として、震災で被災した美術品をテーマとした新作「ガレキの街の美術商」[前編・後編]が同誌で発表された（『3.11を忘れないために ヒーローズ・カムバック』）。2016年には同誌の創刊35周年記念の短期連載と『月刊!スピリッツ』での読切掲載が行われた。翌2017年からは『ビッグコミック増刊』において時代設定のみを現在に変更し連載されている。
単行本は小学館ビッグコミックスから刊行されている。32巻までは2005年までの発表分、33巻は主に2012年と2016年の発表分、34巻からは『ビッグコミック増刊』掲載分を収録している。また、32巻までの収録分は、小学館文庫版全23巻としても刊行されている。この他、描き下ろし「忘れられた一夜」も収録した自選集『ギャラリーフェイクTHE BEST』（ビッグコミックススペシャル）が2004年に刊行されている（描き下ろしは単行本33巻にも再録された）。

## 番外編など
『ギャラリーフェイク』単行本には収録されず、『細野不二彦短編集』各集に収録された番外編・特別編などもある。
- 「ギャラリーフェイクANNEX」 - 『ビッグコミックスピリッツ増刊号ManPuku』（1998年）掲載、『細野不二彦短編集』収録
- 「ギャラリーCATS」 - 『細野不二彦短編集2』（2016年）描き下ろし収録
- 「ギャラリーフェイク特別編 国宝Gメンの憂鬱」 - 『ビッグコミック増刊』2018年10月号掲載、『細野不二彦短編集3』収録[注 1]
- 「ギャラリーフェイク外伝 少年フジタの鎌倉事件」 - 『ビッグコミック』2021年11号掲載、『細野不二彦初期短編集 B面』収録、『ギャラリーフェイク』36巻特別掲載

## リメイク
- 『悪女ギャラリーフェイク』 - 『ピッコマ』・『kakaopage』2024年3月7日から連載、縦スクロールマンガとしてリメイクされた作品。構成は山脇麻生と十九島信、作画は五郎丸えみが務めている[1]。

## 書誌情報
- 細野不二彦 『ギャラリーフェイク』 小学館《ビッグコミックス》、既刊39巻（2025年2月28日現在）
  1. 1992年8月29日発売、ISBN 4-09-183021-8
  2. 1993年7月30日発売、ISBN 4-09-183022-6
  3. 1994年2月28日発売、ISBN 4-09-183023-4
  4. 1994年7月30日発売、ISBN 4-09-183024-2
  5. 1995年1月30日発売、ISBN 4-09-183025-0
  6. 1995年6月30日発売、ISBN 4-09-183026-9
  7. 1995年10月30日発売、ISBN 4-09-183027-7
  8. 1996年4月27日発売、ISBN 4-09-183028-5
  9. 1996年9月30日発売、ISBN 4-09-183029-3
  10. 1997年1月30日発売、ISBN 4-09-183030-7
  11. 1997年9月30日発売、ISBN 4-09-184611-4
  12. 1998年2月26日発売、ISBN 4-09-184612-2
  13. 1998年6月30日発売、ISBN 4-09-184613-0
  14. 1998年10月30日発売、ISBN 4-09-184614-9
  15. 1999年1月30日発売、ISBN 4-09-184615-7
  16. 1999年4月27日発売、ISBN 4-09-184616-5
  17. 1999年9月30日発売、ISBN 4-09-184617-3
  18. 2000年1月29日発売、ISBN 4-09-184618-1
  19. 2000年5月30日発売、ISBN 4-09-184619-X
  20. 2000年9月30日発売、ISBN 4-09-184620-3
  21. 2001年3月30日発売、ISBN 4-09-186181-4
  22. 2001年6月30日発売、ISBN 4-09-186182-2
  23. 2001年9月29日発売、ISBN 4-09-186183-0
  24. 2002年1月30日発売、ISBN 4-09-186184-9
  25. 2002年5月30日発売、ISBN 4-09-186185-7
  26. 2002年10月30日発売、ISBN 4-09-186186-5
  27. 2003年2月28日発売、ISBN 4-09-186187-3
  28. 2003年6月30日発売、ISBN 4-09-186188-1
  29. 2003年10月30日発売、ISBN 4-09-186189-X
  30. 2004年4月30日発売、ISBN 4-09-186190-3
  31. 2004年9月30日発売、ISBN 4-09-187391-X
  32. 2005年4月26日発売、ISBN 4-09-187392-8
  33. 2016年11月30日発売、ISBN 978-4-09-189312-3
  34. 2018年9月28日発売、ISBN 978-4-09-860099-1
  35. 2020年12月25日発売、ISBN 978-4-09-860798-3
  36. 2022年2月28日発売、ISBN 978-4-09-861254-3
  37. 2023年2月28日発売、ISBN 978-4-09-861633-6
  38. 2024年2月29日発売、ISBN 978-4-09-862716-5
  39. 2025年2月28日発売、ISBN 978-4-09-863209-1
- 細野不二彦 『ギャラリーフェイク セレクション』 小学館〈ビッグコミックス〉、既刊1巻（2025年2月28日現在）
  1. 「アメリカの至宝を巡る」2025年2月28日発売、ISBN 978-4-09-863198-8

### 文庫版
- 細野不二彦 『ギャラリーフェイク』 小学館《コミック文庫》、全23巻
  1. 2002年11月15日発売、ISBN 4-09-192661-4
  2. 2002年11月15日発売、ISBN 4-09-192662-2
  3. 2002年12月14日発売、ISBN 4-09-192663-0
  4. 2002年12月14日発売、ISBN 4-09-192664-9
  5. 2003年1月17日発売、ISBN 4-09-192665-7
  6. 2003年1月17日発売、ISBN 4-09-192666-5
  7. 2003年2月15日発売、ISBN 4-09-192667-3
  8. 2003年2月15日発売、ISBN 4-09-192668-1
  9. 2003年3月15日発売、ISBN 4-09-192669-X
  10. 2003年3月15日発売、ISBN 4-09-192670-3
  11. 2007年2月15日発売、ISBN 978-4-09-196061-0
  12. 2007年2月15日発売、ISBN 978-4-09-196062-7
  13. 2007年3月15日発売、ISBN 978-4-09-196063-4
  14. 2007年3月15日発売、ISBN 978-4-09-196064-1
  15. 2007年4月14日発売、ISBN 978-4-09-196065-8
  16. 2007年4月14日発売、ISBN 978-4-09-196066-5
  17. 2007年5月15日発売、ISBN 978-4-09-196067-2
  18. 2007年5月15日発売、ISBN 978-4-09-196068-9
  19. 2007年6月15日発売、ISBN 978-4-09-196069-6
  20. 2007年6月15日発売、ISBN 978-4-09-196070-2
  21. 2007年7月14日発売、ISBN 978-4-09-196071-9
  22. 2007年7月14日発売、ISBN 978-4-09-196072-6
  23. 2007年8月11日発売、ISBN 978-4-09-196073-3

### 関連商品
- 『ギャラリーフェイクthe best』《ビッグコミックス》（自選集） - 2004年9月30日発売、ISBN 4-09-187702-8
- 『ギャラリーフェイク美術館』《ビッグコミックススペシャル》（著／井出洋一郎 作／細野不二彦） - 2005年9月30日発売、ISBN 4-09-187393-6

## 単行本の各話一覧
タイトルの太字はその巻の表題作。備考の(自)は自選集収録作。
| 巻 | 話           | 話             | タイトル                                       | 主題や鍵となる美術品 | 備考                                                              |
| -- | ------------ | -------------- | ---------------------------------------------- | --- | ----------------------------------------------------------------- |
| 1  | 1            |                | 贋作画廊（ギャラリーフェイク）                 | モネの「つみわら」 | (自)                                                              |
| 1  | 2            | 前後編         | 傷ついた「ひまわり」                           | ゴッホの「ひまわり」、古信楽「柴庵」 | サラ、三田村、賀茂が初登場                                        |
| 1  | 3            |                | 北斎の市                                       | 葛飾北斎 | 轟が初登場                                                        |
| 1  | 4            |                | 孤高の青                                       | 岩群青（藍銅鉱） |                                                                   |
| 1  | 5            |                | 触覚の絆                                       | ブロンズ像 |                                                                   |
| 1  | 6            |                | 13人目のクーリエ                               | ラファエロの「聖母子像」、クーリエ | カルロスが初登場                                                  |
| 1  | 7            |                | 落とすのは誰だ！？                             | ピカソの「マテルニテ」の習作、リアトリビューション、オークション                                                                          |                                                                   |
| 1  | 8            |                | 消えた黄金仏                                   | 虚空蔵菩薩 |                                                                   |
| 1  | 9            |                | 影武者の宴                                     | 現代アートのプロモーション |                                                                   |
| 2  | 1            |                | 愛国者のトリック                               | 雪舟の水墨画、相剥 | 黒川が初登場                                                      |
| 2  | 2            |                | 監獄のミケランジェロ                           | 天井画（フレスコ） |                                                                   |
| 2  | 3            |                | ターバンの女                                   | フェルメール、メーヘレン、「ターバンの少女」                                                                                              |                                                                   |
| 2  | 4            |                | 罠                                             | 岸田劉生の肖像画、美術品運搬 | 菱沼、徳川が初登場                                                |
| 2  | 5            |                | 大いなる遺産                                   | マン・アボット（架空の人物）の原始美術 |                                                                   |
| 2  | 6            |                | 混沌（カオス）の国にて                         | ルノワール「音楽会にて」 |                                                                   |
| 2  | 7            |                | 火難あり                                       | 安川一平（架空の人物）の曰く付き絵画 |                                                                   |
| 2  | 8            | 前中後         | ジョコンダの末裔                               | モナリザ | エリザベータが初登場                                              |
| 3  | 1            |                | 驕れる円空                                     | 円空の贋作木仏 | 長谷が初登場                                                      |
| 3  | 2            |                | 質屋とマティス                                 | アンリ・マティス |                                                                   |
| 3  | 3            |                | モンパルナスの"秘宝"                           | モディリアニ |                                                                   |
| 3  | 4            |                | アレゴリー（寓意）のある風景                   | リュバン・ボージャンの「チェス盤のある静物」                                                                                              |                                                                   |
| 3  | 5            |                | 海底に眠る夢                                   | 南京カーゴの引き揚げ品 | ラモスが初登場                                                    |
| 3  | 6            |                | 浮世絵の魔力                                   | 浮世絵（春画） |                                                                   |
| 3  | 7            | 前後編         | 林檎を持つ女神（ヴィーナス）                   | ミロのヴィーナス | みちるが初登場                                                    |
| 3  | 8            |                | 国宝の守り人                                   | 光悦の茶碗、国宝・重要文化財の指定 | 知念が初登場                                                      |
| 4  | 1            |                | 『展覧会の絵』を追え！！                       | ヴィクトル・ガルトマン、ムソルグスキー |                                                                   |
| 4  | 2            | 前後編         | ナイル盗掘ツアー                               | ハトシェプスト女王のミイラ | 吉岡が初登場                                                      |
| 4  | 3            |                | 二つの相続                                     | ドガの踊り子、美術品の相続 |                                                                   |
| 4  | 4            |                | 魔鏡とシリコン                                 | 金属鏡（魔鏡） |                                                                   |
| 4  | 5            |                | 馬鹿印のバカ一                                 | 版画、複製版画（エスタンプ） |                                                                   |
| 4  | 6            |                | 蝶々夫人の島                                   | 蝶標本 |                                                                   |
| 4  | 7            |                | 談合のゆくえ                                   | 交換会、セザンヌの「サント・ヴィクトワール山」                                                                                            |                                                                   |
| 4  | 8            |                | 迷宮のキリコ                                   | ジョルジュ・デ・キリコ、オスカル・ドミンゲス                                                                                              |                                                                   |
| 4  | 9            |                | 狙われた天守閣                                 | 刀剣鑑定（入札鑑定）、バーンズ・コレクション                                                                                              | (自)                                                              |
| 5  | 1            | 前中後         | 翡翠（フェイツイ）の店                         | ホープ・ブリュー、ミステリークロック | 翡翠が初登場                                                      |
| 5  | 2            |                | レンブラント委員会の挑戦                       | レンブラント |                                                                   |
| 5  | 3            |                | イングランドの根付                             | 根付 |                                                                   |
| 5  | 4            | 前後編         | ペルシャの秘宝                                 | ラスター彩陶 | カジムが初登場                                                    |
| 5  | 5            |                | 学芸員物語                                     | 学芸員、ルノワールの「ガブリエルとココ」                                                                                                  |                                                                   |
| 5  | 6            |                | 『道成寺の怪』                                 | 道成寺、能面、石川竜右衛門、月の小面 |                                                                   |
| 5  | 7            |                | わが谷は灰色なりき                             | ミレー |                                                                   |
| 6  | 1            |                | 窓際の番人                                     | クリムトの「アダムとエヴァ」 |                                                                   |
| 6  | 2            | 前後編         | 黄金郷（エメラルド）への誘い                   | 翡翠の彫像、古代マヤ |                                                                   |
| 6  | 3            |                | 二人の嫌われ者                                 | 美術評論 | 舟越が初登場                                                      |
| 6  | 4            |                | 五爪の龍                                       | 清朝時代の粉彩龍紋瓶 |                                                                   |
| 6  | 5            |                | 上海の青銅                                     | 呉王の名剣 | 前話の続き                                                        |
| 6  | 6            |                | 呉越相愛                                       | | 前話の続き                                                        |
| 6  | 7            |                | ピカソの鳥                                     | ピカソの泣く女 |                                                                   |
| 6  | 8            |                | 縄文土面                                       | 縄文時代の土器の面 |                                                                   |
| 7  | 1            |                | 天国の窓                                       | イコン、東方正教 |                                                                   |
| 7  | 2            |                | 草原（サバンナ）の巨匠                         | ティンガティンガ |                                                                   |
| 7  | 3            |                | タイムリミット                                 | ルネ・ラリック、蜻蛉の精、ガレ |                                                                   |
| 7  | 4            |                | シカゴ「アンダーグランド」ブルース             | アル・カポネ |                                                                   |
| 7  | 5            |                | ニンベン師                                     | 偽札造り | 木戸が初登場                                                      |
| 7  | 6            | 前後編         | 落水荘異聞                                     | F・L・ライト、落水荘 |                                                                   |
| 7  | 7            |                | 始祖鳥第三標本                                 | 始祖鳥の化石、ヒエロニムス・ボッス |                                                                   |
| 7  | 8            |                | 仁王見参                                       | 東大寺仁王像、運慶 | 仁王が初登場                                                      |
| 8  | 1            | 前後編         | タブーの乾山                                   | 乾山の皿（佐野乾山） | 益田が初登場                                                      |
| 8  | 2            |                | ニンベン師再び！                               | パチンコ、裏ROM、封印シール |                                                                   |
| 8  | 3            |                | 真珠と少年                                     | ゴーギャン、ブファルツ真珠 |                                                                   |
| 8  | 4            |                | 森の香り                                       | 家具作家、ハンス・J・ウェグナー |                                                                   |
| 8  | 5            | 前後編         | 神々の宝石                                     | ヒンドゥーの神像、オルロフ |                                                                   |
| 8  | 6            |                | 書道・衆道                                     | 良寛の書 | 藤原が初登場                                                      |
| 8  | 7            |                | 仮想美術館                                     | ルノワールの「都会の踊り子」 |                                                                   |
| 9  | 1            |                | 色彩医院                                       | カラーセラピー |                                                                   |
| 9  | 2            | 前中後         | 千手堂の男                                     | ブレゲのマリー・アントワネット | 千手が初登場                                                      |
| 9  | 3            |                | 刃（やいば）物語                               | カスタムナイフ（ラブレス）、国光の短刀 |                                                                   |
| 9  | 4            |                | されど額縁                                     | 額縁、ティツィアーノの「ダナエ」 |                                                                   |
| 9  | 5            |                | 湯乃華と雪乃華                                 | 雪輪文様、雪華文様 |                                                                   |
| 9  | 6            |                | ガウディズ・ゴースト                           | ガウディ、ジュジョール | (自)                                                              |
| 9  | 7            |                | 野外美術館始末記                               | 彫刻美術館、ロダン |                                                                   |
| 10 | 1            |                | イタチの辰蔵                                   | 日蓮上人の十界曼荼羅 | 高倉が初登場                                                      |
| 10 | 2            | 前中後         | 退廃都市                                       | 退廃芸術、エゴン・シーレ、ヒトラー |                                                                   |
| 10 | 3            |                | TIN TOY刑事（デカ）                            | ブリキ玩具（ティン・トイ） | (自)                                                              |
| 10 | 4            |                | 山水の星                                       | 相阿弥の山水図屏風 | (自)                                                              |
| 10 | 5            |                | Making of the "raisonne"（レゾネ）             | レゾネの作成 |                                                                   |
| 10 | 6            | 前中後         | ロンドン編#1：レディー・サラ                   | |                                                                   |
| 10 | 6            | 前中後         | ロンドン編#2：Propose to you                   | ダーウィンの植物標本 |                                                                   |
| 10 | 6            | 前中後         | ロンドン編最終話：プレシャスレディー           | ウィリアム・ターナー |                                                                   |
| 11 | 1            |                | からくり奇譚                                   | からくり（蟹の盃、三番叟） |                                                                   |
| 11 | 2            |                | 贋作紳士                                       | 滝川太郎 |                                                                   |
| 11 | 3            |                | 砂漠の大画廊                                   | 莫高窟 |                                                                   |
| 11 | 4            |                | 八点鐘                                         | ウィンズロウ・ホーマー |                                                                   |
| 11 | 5            |                | バブル再訪                                     | バブル時代の蔵入り美術品 |                                                                   |
| 11 | 6            |                | 萩焼のこころ                                   | 萩焼 |                                                                   |
| 11 | 7            |                | ダディ・ベア                                   | テディ・ベア |                                                                   |
| 11 | 8            |                | 伊万里の道（イマリ・ロード）                   | 古伊万里 |                                                                   |
| 11 | 9            |                | 顔のない自画像                                 | 佐伯祐三 |                                                                   |
| 12 | 1            |                | 女神の憂鬱                                     | ヌードモデル |                                                                   |
| 12 | 2            |                | 城下の棋士                                     | 加賀蒔絵の将棋盤 |                                                                   |
| 12 | 3            |                | 地震観音                                       | 地震観音、美術品保護 |                                                                   |
| 12 | 4            |                | 地図は導く                                     | 古地図、アルキメデスの地球天球儀 | (自)                                                              |
| 12 | 5            | 前後編         | 贋作王・バスティアニーニ                       | バスティアニーニ |                                                                   |
| 12 | 6            |                | 地下墓所（カタコンベ）のアリア                 | ダ・ヴィンチのリラ |                                                                   |
| 12 | 7            |                | 下戸 上戸                                      | ぐい呑み、皮鯨 |                                                                   |
| 12 | 8            |                | 梅雨晴れの日に                                 | ジッポー、ベトナムジッポー |                                                                   |
| 13 | 1            |                | カンボジア クエスト                            | クメール古美術 |                                                                   |
| 13 | 2            |                | 連立不当方程式                                 | ゴッホ、フラクタル（カルマン渦） |                                                                   |
| 13 | 3            |                | 左官魂                                         | ポンペイの彫像、左官、鏝絵 |                                                                   |
| 13 | 4            |                | 聖なる宝石                                     | ティファニーのアイリス |                                                                   |
| 13 | 5            |                | メトロポリタンの一夜                           | 美術館パーティ、裏方 |                                                                   |
| 13 | 6            |                | 化石をめぐる人々                               | 恐竜の化石、復元模型 |                                                                   |
| 13 | 7            |                | 修復家の館                                     | ゴヤの「アルバ公爵夫人」 |                                                                   |
| 13 | 8            |                | "アンティーク・オルゴールで子守唄を"           | アンティークオルゴール（シリンダーオルゴール）、リボルバーボックス                                                                        |                                                                   |
| 14 | 1            |                | サラと知念と                                   | 変わり兜 |                                                                   |
| 14 | 2            |                | 税金天国（タックス・ヘブン）                   | 相続、公益法人 |                                                                   |
| 14 | 3            |                | 罪深きヴァンゲリス                             | ギリシアの彫刻、ゼウス神殿の神像 |                                                                   |
| 14 | 4            |                | 高麗と李朝                                     | 高麗青磁、李朝白磁 |                                                                   |
| 14 | 5            |                | 地蔵現る！                                     | 肉筆浮世絵 | 地蔵が初登場                                                      |
| 14 | 6            | 前後編         | 放蕩息子の帰還                                 | ハップフェルド・フォノリスツ・ヴィオリナ、ヴァイオリン自動演奏楽器 ストラディバリウス、ジャコモの聖書、ギブソン・レスポール・スタンダード |                                                                   |
| 14 | 7            |                | 人形は見ていた                                 | アンティークドール、ブリュ、ジュモウ |                                                                   |
| 14 | 8            |                | 波天奈（はてな）の茶碗                         | はてなの茶碗 |                                                                   |
| 15 | 1            |                | 人魚姫の海                                     | コペンハーゲンの人魚姫像、フローラダニカ                                                                                                  |                                                                   |
| 15 | 2            |                | 戦場に消ゆ                                     | ベトナム戦争、戦争写真 |                                                                   |
| 15 | 3            |                | 王様と乞食                                     | 金唐紙、平賀源内 |                                                                   |
| 15 | 4            |                | 仮面を掘りおこす者                             | 仮面 |                                                                   |
| 15 | 5            |                | 三つの鞄                                       | |                                                                   |
| 15 | 6            |                | 半分と半分（ハーフ アンド ハーフ）             | カルパッチオ |                                                                   |
| 15 | 7            |                | 紙は応えてくれる。                             | 越前和紙 |                                                                   |
| 15 | 8            |                | 皇帝と貧者のための卵                           | ロマノフのイースターエッグ |                                                                   |
| 15 | 9            |                | 加州昭和村                                     | 生活骨董 |                                                                   |
| 16 | 1            |                | わたしを宇宙に連れていって                     | |                                                                   |
| 16 | 2            | 前後編         | 花と器                                         | 華道 |                                                                   |
| 16 | 3            |                | 革命に死す                                     | ゲバラのヒュミドール |                                                                   |
| 16 | 4            |                | 草原のブッダ                                   | ザナバザルの仏像 |                                                                   |
| 16 | 5            |                | 黒い画商たち                                   | |                                                                   |
| 16 | 6            |                | かくも長き不在                                 | ジノリのコーヒーポット（白鳥のコーヒーポット）                                                                                            | 美鈴が初登場                                                      |
| 16 | 7            |                | 生贄                                           | アンデスのミイラ（ラ・ドンセーヤ） |                                                                   |
| 16 | 8            |                | この胸にときめきを…                            | クラナッハ |                                                                   |
| 17 | 1            |                | ルナティック・ルナシー                         | 安藤広重、ブランパンの1735 |                                                                   |
| 17 | 2            |                | 堕天使の聖夜                                   | ウィリアム・ブレイク |                                                                   |
| 17 | 3            |                | ペン先の値段                                   | 蒔絵万年筆 |                                                                   |
| 17 | 4            | 前後編         | 東方の三国士                                   | 百万塔の陀羅尼経 |                                                                   |
| 17 | 5            | 前中後         | トンパ・ミステリー                             | ジョセフ・ロックのトンパ経典 |                                                                   |
| 17 | 6            |                | キャラ立ちぬ                                   | 根付 |                                                                   |
| 18 | 1            |                | 館長三昧                                       | ファシリティ・レポートの作成、館長業務 |                                                                   |
| 18 | 2            |                | 奈翁（ナポレオン）のオー・デ・コロン           | ナポレオンのコロン | 香本が初登場                                                      |
| 18 | 3            |                | アスパラガスの皿                               | アール・ヌーヴォー様式のドームランプ、バルボティーヌの皿                                                                                  |                                                                   |
| 18 | 4            |                | 宝探し同好会（トレジャーハンタークラブ）       | 埋蔵金の発掘・取得 |                                                                   |
| 18 | 5            |                | 似た者どうし                                   | ドラクロワの「アルジェの女」 | ワーナーが初登場                                                  |
| 18 | 6            |                | 素顔のマリー                                   | マリー・ローランサン |                                                                   |
| 18 | 7            | 前後編         | サバイバル・イン・サハラ                       | サハラの岩絵 |                                                                   |
| 19 | 1            |                | 当世質屋物語                                   | リサイクルショップ |                                                                   |
| 19 | 2            |                | 蘇るアール・デコ                               | アールデコ |                                                                   |
| 19 | 3            |                | 箪笥の中に                                     | 和箪笥（車箪笥） |                                                                   |
| 19 | 4            |                | パリスの審判                                   | ルーベンスの「パリスの審判」、ヤコブ・ヨールダンス                                                                                        |                                                                   |
| 19 | 5            |                | ショパンの心臓（ハート）                       | 聖十字架教会のショパンの心臓 |                                                                   |
| 19 | 6            | 前中後         | 楊貴妃の香                                     | 正倉院のガジン香炉 |                                                                   |
| 20 | 1            |                | 同行三人                                       | |                                                                   |
| 20 | 2            |                | イヤー オブ ザ ドラゴン                        | 地動儀 |                                                                   |
| 20 | 3            |                | 注文の多い家庭教師                             | ハルス |                                                                   |
| 20 | 4            |                | パサージュをぬけて                             | 額面落ち切手 |                                                                   |
| 20 | 5            |                | 聖女の鎧                                       | ジャンヌ・ダルクの鎧 |                                                                   |
| 20 | 6            |                | オークションの罠                               | ルノワールの「花籠を持った少女」 |                                                                   |
| 20 | 7            |                | KYOTO POP                                      | 京の町家、坪庭、ポップアート、曼荼羅 |                                                                   |
| 20 | 8            |                | from the North Hotel                           | エドワード・ホッパー、ペニーバンク |                                                                   |
| 21 | 1            | 前中後         | 清香（チンシャン）茶会                         | 玉（ぎょく）、清明上河図 |                                                                   |
| 21 | 2            |                | 二重奏                                         | フェルメールの「合奏」 | (自)                                                              |
| 21 | 3            |                | ニンベン師の逆襲                               | クレジットカードのスキミング |                                                                   |
| 21 | 4            |                | 花と3（みつ）ばか                              | 生物標本 |                                                                   |
| 21 | 5            |                | 雨宿り                                         | ゴッホ、ゴーギャン |                                                                   |
| 21 | 6            |                | 43分の1営業所                                  | ミニカーのコレクション |                                                                   |
| 22 | 1            |                | ニューメキシコの青い空                         | インディアン・ジュエリー |                                                                   |
| 22 | 2            |                | ニューヨークの散歩                             | |                                                                   |
| 22 | 3            |                | 百価展覧会                                     | デパートの美術館 |                                                                   |
| 22 | 4            |                | カリスマ真贋                                   | 現代アート（ジャパニーズサブカルチャー）                                                                                                  | 宮森が初登場                                                      |
| 22 | 5            |                | 和と美                                         | 副島種臣の書 |                                                                   |
| 22 | 6            | 前中後         | メソポタミアを統べる者                         | ウル王朝のゲーム、ブリューゲルのバベルの塔、ニネヴェの図書館                                                                              |                                                                   |
| 23 | 1            |                | リング・RING・指輪（リング）                   | コッホコレクション、「イエスの生誕と羊飼い人の告知」                                                                                      |                                                                   |
| 23 | 2            |                | 古裂の華                                       | 古裂 |                                                                   |
| 23 | 3            |                | 落人たちの宿                                   | 永仁の壺、旧石器捏造事件、神代文字 |                                                                   |
| 23 | 4            |                | 来るべき世界                                   | ボナール、ロボットペット |                                                                   |
| 23 | 5            |                | SWEET TRAP                                     | ラトゥール |                                                                   |
| 23 | 6            |                | 古書の狩人たち                                 | 古書、背取り |                                                                   |
| 23 | 7            |                | もうひとつの鳥獣戯画                           | 鳥獣戯画 | 菱沼が死亡                                                        |
| 23 | 8            |                | 泥の河                                         | バンチェンの壺 |                                                                   |
| 24 | 1            |                | 花観る人々                                     | 尾形光琳の花見重 | (自)                                                              |
| 24 | 2            |                | 20世紀より来た刺客                             | ナチスの略奪美術品回収、ゴーギャンの「姉妹」                                                                                              | ポッセが初登場                                                    |
| 24 | 3            |                | エルミタージュの女帝                           | 大美術館の別館計画、ブノワの聖母 |                                                                   |
| 24 | 4            |                | 鬼平の十手                                     | 長谷川平蔵の十手 |                                                                   |
| 24 | 5            |                | カッパドキア・CUBE（キューブ）                 | カッパドキアの地下都市、映画『CUBE』 |                                                                   |
| 24 | 6            |                | 湿度                                           | 長谷川等伯の松林図 |                                                                   |
| 24 | 7            |                | 美神法廷（ミューズ・コート）                   | アルブレヒト・デューラー |                                                                   |
| 24 | 8            | 前後編         | 千鳥香炉                                       | 千鳥香炉、組香 |                                                                   |
| 25 | 1            |                | カメオ=貴婦人（レディ）                        | カメオ |                                                                   |
| 25 | 2            |                | "残暑絵金見舞"                                 | 絵金祭り |                                                                   |
| 25 | 3            |                | 胡桃の兵隊                                     | アフガンの仏教美術 |                                                                   |
| 25 | 4            |                | 迷わざる子羊                                   | クローン |                                                                   |
| 25 | 5            |                | 浮世不景気風呂                                 | 伊藤若冲 |                                                                   |
| 25 | 6            | 前中後         | ジョコンダの姉妹                               | モナリザ、ラファエロの円柱 | カスプチンが初登場                                                |
| 25 | 7            |                | ジョコンダの劇場                               | |                                                                   |
| 26 | 1            |                | ちゃぶ台の値                                   | ちゃぶ台 |                                                                   |
| 26 | 2            |                | 激闘！放れ独楽                                 | ベーゴマ、子供向けのトレーディングカード                                                                                                  |                                                                   |
| 26 | 3            |                | 乾いた空                                       | アフリカNGO |                                                                   |
| 26 | 4            |                | 近いの錠（ロック）                             | 錠前（和錠） |                                                                   |
| 26 | 5            |                | 老人は美術館を目指す                           | 美術館のシニアボランティア、南宋画の毛松                                                                                                  |                                                                   |
| 26 | 6            |                | 偽藤田営業日記                                 | |                                                                   |
| 26 | 7            |                | 上海蓮華窯炉                                   | 哥窯青磁 |                                                                   |
| 26 | 8            |                | サトゥルヌスの子供たち                         | ゴヤの「我が子を食らうサトゥルヌス」 |                                                                   |
| 27 | 1            |                | 似顔絵の陥穽                                   | 似顔絵 |                                                                   |
| 27 | 2            |                | 修復するは我に有り                             | 絵画の修復技術 |                                                                   |
| 27 | 3            |                | 本日快晴ナリ                                   | 和傘 |                                                                   |
| 27 | 4            |                | コーカサスの虜囚（とりこ）                     | ネアンデルタール |                                                                   |
| 27 | 5            |                | 知念、危機一髪！                               | 弥勒像 |                                                                   |
| 27 | 6            |                | 最後の一夜                                     | |                                                                   |
| 27 | 7            |                | 裏切りの2000GT                                 | トヨタ2000GT |                                                                   |
| 27 | 8            |                | 風鈴をしまう日                                 | ガラス工芸 |                                                                   |
| 28 | 1            |                | ハワイの万華鏡                                 | ブリュースターの万華鏡 |                                                                   |
| 28 | 2            |                | オリエント急行オークション                     | オリエント急行、ワゴン・リ社の1928年製寝台特急                                                                                            |                                                                   |
| 28 | 3            |                | 聖林皇帝                                       | 映画批評サイト（インフルエンサー） |                                                                   |
| 28 | 4            |                | カムバックの男                                 | 宝珠（オーブ） |                                                                   |
| 28 | 5            |                | 生きているオフィーリア                         | ミレイの「オフィーリア」 |                                                                   |
| 28 | 6            |                | 欠けた柿右衛門                                 | 柿右衛門の猪口 |                                                                   |
| 28 | 7            |                | 幸福の王子                                     | 幸福な王子、サラ・ベルナールのブレスレット「クレオパトラ」                                                                                |                                                                   |
| 29 | 1            |                | リンシードのいたずら                           | ルーベンスの「麦わら帽子の女」 |                                                                   |
| 29 | 2            |                | 父の値段                                       | キャリバー20（クロノグラフキャリバー） |                                                                   |
| 29 | 3            | Part1 - 5      | メキシカン・センチメンタル・ジャーニー         | 水晶ドクロ、フリーダ・カーロ |                                                                   |
| 29 | 4            |                | 器くらべ                                       | 修復と修理 |                                                                   |
| 30 | 1            |                | 美しきことは                                   | カラバッチョ |                                                                   |
| 30 | 2            |                | 稚児迷走                                       | 祇園祭、山鉾巡行の屏風祭 |                                                                   |
| 30 | 3            |                | 蛇口                                           | 地元名士の絵画 |                                                                   |
| 30 | 4            |                | 停電来る。                                     | 江戸時代のうちわ式扇風機 |                                                                   |
| 30 | 5            |                | 赤ずきんちゃん、ご用心！                       | ルナちゃん人形（リカちゃん人形）、シュタイナーの西洋人形                                                                                  |                                                                   |
| 30 | 6            |                | 鳥籠酒家                                       | 清朝末期の鳥籠 |                                                                   |
| 30 | 7            |                | 破戒                                           | |                                                                   |
| 30 | 8            |                | シルクロードからの土産                         | 仏頭（アフガンの略奪品） |                                                                   |
| 31 | 1            |                | ジョージ・ワトソンの拳銃                       | フリントロック式拳銃 |                                                                   |
| 31 | 2            |                | おそるべきドガ                                 | ドガの「舞台の踊り子」「アプサント」 | (自)                                                              |
| 31 | 3            |                | しあわせのトンボ                               | とんぼ玉 |                                                                   |
| 31 | 4            |                | 貴婦人のセル                                   | 香水瓶（フランコン・ド・セル） |                                                                   |
| 31 | 5            |                | 薔薇と怠惰（ローズ・アンド・ルーズ）           | ボッティチェッリの「ヴィーナス」 |                                                                   |
| 31 | 6            |                | 病院のカベ                                     | ゴッホの「星百夜」 |                                                                   |
| 31 | 7            |                | 端皿                                           | 豆皿、欠けた骨董 |                                                                   |
| 31 | 8            |                | エアーズ・ロックの主                           | オパールの化石、エアーズロック |                                                                   |
| 32 | 1            |                | 有罪か無罪か？（ギルティ オア ノットギルティ） | 行政改革に伴う国立美術館の民間への移行 |                                                                   |
| 32 | 2            |                | 生キタ、カイタ                                 | 村山槐多 |                                                                   |
| 32 | 3            |                | 終着駅                                         | ブリキのボンネットバス |                                                                   |
| 32 | 4            |                | 銀の匙                                         | 銀食器 |                                                                   |
| 32 | 5            | 最終エピソード | フジタ窮迫す！                                 | |                                                                   |
| 32 | 6            | 最終エピソード | 呪われた左腕                                   | |                                                                   |
| 32 | 7            | 最終エピソード | "かまえ犬"                                     | |                                                                   |
| 32 | 8            | 最終エピソード | ベールの向こうのサラ                           | |                                                                   |
| 32 | 9            | 最終エピソード | 虎口                                           | |                                                                   |
| 32 | 10           | 最終エピソード | 駱駝の王国                                     | |                                                                   |
| 32 | 11           | 最終エピソード | 宝の鍵                                         | |                                                                   |
| 32 | 12           | 最終エピソード | 香水と三人の賢人（マギ）                       | |                                                                   |
| 32 | 13           | 最終エピソード | 最後の審判                                     | |                                                                   |
| 33 | 1            |                | 忘れられた一夜                                 | | (自)、自選集に描き下ろし収録                                      |
| 33 | 2            | 前後編         | ガレキの街の美術商（ディーラー）               | 東日本大震災、大規模災害地の美術品 | 『ヒーローズ・カムバック』の一貫として制作 一旦完結後、最初の新作 |
| 33 | 3            | Part1 - 4      | "アンソールの男"                               | アンソール |                                                                   |
| 33 | 4            |                | 九鼎の行方                                     | 九鼎 |                                                                   |
| 34 | 1            |                | 闇とカラバッジョ                               | カラバッジョ | 『ビッグコミック増刊』移籍第1作                                   |
| 34 | 2            |                | 象と若冲                                       | 伊藤若冲 |                                                                   |
| 34 | 3            |                | 芸術の泉                                       | デュシャンの「泉」 |                                                                   |
| 34 | 4            |                | ニセ大仏始末記                                 | |                                                                   |
| 34 | 5            |                | マリー・アントワネットの肖像画                 | |                                                                   |
| 34 | 6            |                | 埋蔵金発掘（マイニング）奇譚                   | |                                                                   |
| 35 | 1            |                | 悪役（ヒール）の作法                           | ルノワールの「姉妹（テラスにて）」 |                                                                   |
| 35 | 2            |                | サムライの一分                                 | 日本刀の鍔 |                                                                   |
| 35 | 3            |                | Save Hong Kong! Save art!                      | 伏生の尚書 |                                                                   |
| 35 | 4            |                | 虎と猫                                         | 長沢芦雪 |                                                                   |
| 35 | 5            |                | 幻のジョルジョーネ                             | ジョルジョーネ、ティツィアーノ・ヴェチェッリオ、新型コロナ騒動                                                                            | カルロスが死亡、フィオーネが初登場                                |
| 35 | 6            |                | 初音の選択（HATSUNE'S CHOICE）                 | 船箪笥 |                                                                   |
| 36 | 1            |                | 母子像二題                                     | |                                                                   |
| 36 | 2            |                | LOST GIRL                                      | バルテュス、ヴァロットン、マーク・ランディス                                                                                              |                                                                   |
| 36 | 3            |                | コレクターの宝物蔵                             | |                                                                   |
| 36 | 4            |                | ミャンマー共和国混沌紀行                       | 明代赤絵の大壺、2021年ミャンマークーデター                                                                                                |                                                                   |
| 36 | 5            |                | モーツァルトの肖像画                           | ヨーゼフ・ランゲによる未完のモーツァルトの肖像画（「ピアノに向かうモーツァルト」）                                                        |                                                                   |
| 36 | 外伝特別掲載 | 外伝特別掲載   | 少年フジタの鎌倉事件                           | 志野茶碗の写し | 『細野不二彦初期短編集 B面』収録作を再録                          |
| 37 | 1            |                | なりすましを撃て！                             | なりすまし、バンクシー |                                                                   |
| 37 | 2            |                | ロートレックの晩餐会                           | トゥールーズ＝ロートレック |                                                                   |
| 37 | 3            |                | 蘇る戦国の茶器                                 | 戦国茶器（名物）、珠光小茄子 |                                                                   |
| 37 | 4            |                | “星の時間”                                     | 岸田劉生の麗子像 |                                                                   |
| 37 | 5            |                | フリーポートの修復家                           | 自由港、イコン、ディオニシー |                                                                   |
| 38 | 1            |                | ウラVSウラ                                     | ヤメ検 |                                                                   |
| 38 | 2            |                | 不安のかたち                                   | エドヴァルド・ムンク |                                                                   |
| 38 | 3            |                | 人形（ドール）の形                             | ビスク・ドール | 西行寺流加が初登場。                                              |
| 38 | 4            |                | モネの橋のたもとにて                           | クロード・モネの睡蓮 |                                                                   |
| 38 | 5            |                | 妖（あやかし）への道                           | 妖怪画 |                                                                   |
| 39 | 1            |                | アート・テロの黒幕（フィクサー）               | エコテロリズム、香水瓶 |                                                                   |
| 39 | 2            |                | ホルバインの短剣（ナイフ）                     | ハンス・ホルバイン |                                                                   |
| 39 | 3            |                | オランピアに恋して                             | ホフマンの自動人形、『ホフマン物語』 |                                                                   |
| 39 | 4            |                | ルドンと奇術師（マジシャン）                   | オディロン・ルドン、イリュージョン |                                                                   |
| 39 | 5            |                | 海に深く潜りし者                               | ロレックスのサブマリーナーとシードゥエラー、パパ活                                                                                        |                                                                   |

## WEBドラマ
ビッグコミックスピリッツの運営するサイト「SPINET」で配信されていた有料制の会員制コンテンツで、FLASHを使用した音声コミック。会費は月額1000円（税別）で1か月間閲覧できる「月額会員」と、1日250円で閲覧する「日額会員」があった。全18作品。

## アニメ

### スタッフ
- 原作 - 細野不二彦
- 監督 - 西森章（1話 - 12話）、山崎理（13話 - 最終回）
- シリーズ構成 - 十川誠志（1話 - 12話）
- キャラクターデザイン・総作画監督 - 佐々木敏子
- 美術監督 - 青井孝、中村典史
- 色彩設計 - 伊藤靖子
- 撮影監督 - 久保博志（1話 - 25話）、今泉秀樹（26話 - 最終回）
- 編集 - 櫻井崇
- 音楽 - Face 2 fAKE with 勝手にしやがれ
- 音響監督 - 小林克良
- プロデューサー - 小林教子、岩上敦宏
- アニメーション制作 - 東京ムービー（1話 - 25話）、東京キッズ（26話 - 最終回）
- 製作 - テレビ東京、アニプレックス

### 主題歌
「ラグタイム」（1話 - 25話）
作詞・作曲 - 武藤昭平 / 編曲・歌 - 勝手にしやがれ
「ビューティフルライフ!」（26話 - 最終話）
作詞 - 山口進 / 作曲 - OUTLAW / 編曲 - OUTLAW & 片岡大志 / 歌 -  OUTLAW
エンディングテーマ
「思い過ごしの効能」（1話 - 12話）
作詞 - 田村キョウコ、砂田和俊 / 作曲 - 田村キョウコ / 歌 - サンタラ
「だから、私は歌う」（13話 - 25話）
作詞 - 白木裕子 / 作曲・編曲・歌 - ナチュラル ハイ
- 第29話の挿入歌としても使用。

「Anything For You」（26話 - 最終話）
作詞 - Pushim / 作曲 - Pushim、H Tanaka、T Watanabe / 編曲 - Pushim、Tanoo.、T Watanabe / 歌 - PUSHIM

### 各話リスト
| 話数 | サブタイトル                         | 脚本                    | 絵コンテ         | 演出             | 作画監督                                   | 放送日        |
| ---- | ------------------------------------ | ----------------------- | ---------------- | ---------------- | ------------------------------------------ | ------------- |
| 1    | 贋作画廊の男                         | 十川誠志                | 西森章           | 三宅雄一郎       | 水谷麻美子 をがわいちろを                  | 2005年 1月8日 |
| 2    | 傷ついた『ひまわり』                 | 十川誠志                | 西森章           | がんどうやちゆき | 渡辺伸弘 水谷麻美子                        | 1月15日       |
| 3    | 13人目のクーリエ                     | 冨岡淳広                | 菊池一仁         | 菊池一仁         | 高梨光 藤原未来夫                          | 1月22日       |
| 4    | 美神法廷（ミューズコート）           | 笹野恵                  | 麦野アイス       | 福島一三         | 野道佳代 山崎正和                          | 1月29日       |
| 5    | 消えた黄金仏                         | 十川誠志                | 横田和喜         | 横田和喜         | 高梨光 高乗陽子                            | 2月5日        |
| 6    | 翡翠（フェイツィ）の店               | 十川誠志                | 高梨光           | 谷田部勝義       | 清水博幸 藤原未来夫                        | 2月12日       |
| 7    | レンブラント委員会の挑戦             | 笹野恵                  | 西森章           | 山内東生雄       | ハットリマスミ                             | 2月19日       |
| 8    | 父の値段                             | 冨岡淳広                | 松園公           | 宮澤通浩         | 浜津武広                                   | 2月26日       |
| 9    | 黄金郷（エルドラド）への誘い         | 中瀬理香                | 福島一三         | 平田豊           | 増谷三郎 山崎正和                          | 3月5日        |
| 10   | 幸福の王子                           | 十川誠志                | 桐生勇作         | 神崎ユウジ       | 石井久志                                   | 3月12日       |
| 11   | 戦場に消ゆ                           | 笹野恵                  | 谷田部勝義       | 谷田部勝義       | 藤原未来夫 箕輪悟                          | 3月19日       |
| 12   | 生きているオフィーリア               | 冨岡淳広                | 松園公           | 喜多幡徹         | 鈴木信一                                   | 3月26日       |
| 13   | 監獄のミケランジェロ                 | 中瀬理香                | 山崎理           | 山崎理           | 明珍字作                                   | 4月2日        |
| 14   | パサージュをぬけて                   | 笹野恵                  | ふもともも       | 山内東生雄       | 藤原未来夫 高乗陽子                        | 4月9日        |
| 15   | 二重奏                               | 愛植男                  | 伊藤真朱         | 伊藤真朱         | 浜津武広                                   | 4月16日       |
| 16   | 楊貴妃の香                           | 中瀬理香                | 高梨光           | 木下ゆうき       | 増谷三郎 洪淳鎬                            | 4月23日       |
| 17   | からくり奇譚                         | 冨岡淳広                | 横田和喜         | 大宅光子         | 谷口守泰 吉本拓二                          | 4月30日       |
| 18   | 地図は導く                           | 笹野恵                  | 松園公           | 山崎理           | 明珍宇作                                   | 5月7日        |
| 19   | 知念、危機一髪!                      | 中瀬理香                | 前園文夫         | 鈴木信一         | 鈴木信一                                   | 5月14日       |
| 20   | 山水の星                             | 冨岡淳広                | 伊藤真朱         | 伊藤真朱         | 浜津武広                                   | 5月21日       |
| 21   | 千手堂の男                           | がんどうやちゆき 愛植男 | がんどうやちゆき | がんどうやちゆき | 堀内博之 佐々木敏子 水谷麻美子 箕輪悟      | 5月28日       |
| 22   | エルミタージュの女帝                 | 千田拓史                | 吉田英俊         | 木下ゆうき       | 洪淳鎬                                     | 6月11日       |
| 23   | レディー・サラ（前編）               | 中瀬理香                | 高梨光           | 早川啓二         | 坂巻貞彦 佐々木敏子 水谷麻美子             | 6月18日       |
| 24   | レディー・サラ（後編）               | 中瀬理香                | 高梨光           | 清水聡           | 明珍宇作                                   | 6月25日       |
| 25   | 雨やどり                             | 愛植男                  | 上條修           | 上條修           | 服部益実 箕輪悟                            | 7月2日        |
| 26   | ジョコンダの末裔（前編）             | 岩上敦宏                | 三宅雄一郎       | 麦野アイス       | 藤原未来夫                                 | 7月9日        |
| 27   | ジョコンダの末裔（後編）             | 岩上敦宏                | 箕ノ口克己       | 箕ノ口克己       | 箕輪悟 高乗陽子 増谷三郎 大塚八愛 後藤孝宏 | 7月16日       |
| 28   | 顔のない自画像                       | 岩上敦宏                | 小松田大全       | 福本潔           | 高橋典子 吉田優子                          | 7月23日       |
| 29   | 古裂の華                             | 島田満                  | 吉田英俊         | 清水聡           | 明珍宇作                                   | 7月30日       |
| 30   | サバイバル・イン・サハラ             | 千田拓史                | 鈴木吉男         | 鈴木吉男         | 箕輪悟 上條修 高乗陽子                     | 8月6日        |
| 31   | 孤高の青                             | 岩上敦宏                | 麦野アイス       | 麦野アイス       | 箕輪悟 上條修 高乗陽子                     | 8月13日       |
| 32   | “アンティーク・オルゴールで子守唄を” | 島田満                  | がんどうやちゆき | 早川啓二         | 坂巻貞彦                                   | 8月20日       |
| 33   | 残暑絵金見舞                         | 千田拓史                | 桑名郁朗         | 小松田大全       | 桑名郁朗                                   | 8月27日       |
| 34   | 神々の宝石                           | 岩上敦宏                | 吉田英俊         | 清水聡           | 明珍宇作                                   | 9月3日        |
| 35   | 修復するは我にあり                   | 吉田英俊                | 松尾慎           | 松尾慎           | 松尾慎                                     | 9月10日       |
| 36   | ハワイの万華鏡                       | 笹野恵                  | 上條修           | 上條修           | 箕輪悟 佐々木敏子                          | 9月17日       |
| 37   | メトロポリタンの一夜                 | 千田拓史                | つるやまおさむ   | 山崎理           | 藤原未来夫 箕輪悟                          | 9月24日       |

- 深夜アニメにおいて、日本テレビ系列作品以外で2クールを超えて放送された作品は、同じ枠の番組（『PROJECT ARMS』、『モンキーターン』シリーズ、『格闘美神 武龍』シリーズ、『史上最強の弟子ケンイチ』など）しかない。

### 放送局
| 放送地域     | 放送局               | 放送日時                 | 放送日遅れ |
| ------------ | -------------------- | ------------------------ | ---------- |
| 関東広域圏   | テレビ東京（制作局） | 土曜 24時55分 - 25時25分 | -          |
| 大阪府       | テレビ大阪           | 土曜 25時30分 - 26時00分 | -          |
| 日本全域     | BSジャパン           | 日曜 24時30分 - 25時00分 | 1日        |
| 福岡県       | TVQ九州放送          | 月曜 26時25分 - 26時55分 | 2日        |
| 岡山・香川県 | テレビせとうち       | 火曜 25時40分 - 26時10分 | 3日        |
| 愛知県       | テレビ愛知           | 水曜 25時58分 - 26時28分 | 4日        |
| 北海道       | テレビ北海道         | 水曜 26時30分 - 27時00分 | 4日        |
| 日本全域     | アニマックス         | 木曜 22時30分 - 23時00分 | 33日       |

- アニマックスでは放送開始前に特別番組を放送。内容は作品概要に加え、制作発表会の模様や主要声優に加えてナレーションの石坂浩二へのインタビューなど。

### 放送事故
テレビ大阪にて、2005年8月20日放送分で、誤って過去に放送した回（第24話）を放送。翌週8月27日に第32話、第33話を連続放送することで対処した。

## ゲーム
- ギャラリーフェイク（2005年9月29日発売、PlayStation Portable、バンダイ）
  - ジャンルはアドベンチャーゲーム。

## その他
- 『美味しんぼ』第53巻「遺産の真価」にて、山岡士郎の知り合いで富岡鉄斎の絵を鑑定する役として、藤田という名の美術商が登場する。この回では「美術品の真贋」にかけて台湾素食が紹介されている。
- サラの肌の色は原作では褐色、アニメ版では肌色に近い色。
- 藤田とサラは「ダブル・フェイス」にカメオ出演している。
- 「始祖鳥第三標本」の回において、BCF仮説が「学会の主流」として解説されている。